# Prolactina
A prolactina (abreviada como "PRL") é um hormônio secretado pela adenoipófise e tem como principal função estimular a produção de leite pelas glândulas mamárias e o aumento das mamas. O aumento de produção da prolactina provoca a hiperprolactinemia, causando, nas mulheres, alteração menstrual e infertilidade. No homem, gera impotência sexual por prejudicar a produção de testosterona e também o aumento das mamas (ginecomastia).
A causa mais comum de hiperprolactinemia (aumento do nível sérico da prolactina fora da gravidez) é o uso de medicamentos, em especial os anticoncepcionais orais combinados e as drogas antipsicóticas do grupo dos antagonistas da dopamina (principal neurotransmissor envolvido na inibição da secreção de prolactina).
Adenomas secretores da hipófise, lesão da haste hipotalâmica (as quais impedem a inibição pela dopamina) e hipotireoidismo também são causas da síndrome. Ainda, a hiperprolactinemia faz parte da síndrome dos ovários policísticos.

## Gravidez e puerpério
A prolactina é produzida em maior quantidade durante a gravidez, mas também no pós-parto devido a pressões psicológicas e físicas ou medicações.
A influência mais importante sobre a secreção de prolactina consiste na combinação de gravidez, estrogênios e aleitamento. Em conformidade com seu papel essencial na lactação, a secreção de PRL (prolactina) aumenta uniformemente durante a gravidez até atingir 20 vezes os níveis plasmáticos habituais.
A secreção de PRL aumenta à noite e em associação a stresses significativos. O significado funcional dos níveis aumentados de PRL nessas situações permanece obscuro.
Dentre os hormônios adenohipofisários, a PRL é peculiar em virtude de sua secreção ser predominantemente inibida por fatores hipotalâmicos.

## Ação
A ação da PRL começa através de sua ligação a um receptor na membrana plasmática. Nenhum dos segundos mensageiros citoplasmáticos conhecidos parece mediar a ação do hormônio. Foram descritos certos efeitos comportamentais da PRL, incluindo inibição da libido no ser humano e estimulação do comportamento protetor dos pais para com o recém-nascido nos animais. Na atualidade, a importância da secreção normal de PRL na reprodução humana permanece certa.

## Utilização na prática médica
- Avaliar galactorreia;
- Detectar tumores pituitários secretores de prolactina;
- Hiperprolactinemia pós-parto;
- Avaliação da Infertilidade feminina;
- Amenorreia secundária;
- Oligomenorreia;
- Disfunção erétil;
- Ginecomastia;
- Hipogonadismo masculino.

## Valores da prolactinemia

### Valores normais
Geralmente, 25 µg/L para mulheres e 17-20 µg/L para homens.
Obs: Valores acima de 200ng/ml, sugerem tumor secretor de prolactina.
Drogas que elevam os valores de prolactina sérica:
- Estrogênios
- Anti-hipertensivos
- Fenotiazinas
- Antidepressivos tricíclicos
- Metildopa
- Butirofenonas (Ex:Haloperidol)
- Cimetidina
- Reserpina

Obs: A prolactinemia normal não afasta a possibilidade de tumor pituitário.

### Causas de elevação da prolactina
- Gravidez, pós-parto e lactação
- Ooforectomia bilateral
- Hipotireoidismo
- Lesões hipotalâmicas

Obs: há uma elevação passageira dos níveis de prolactina após convulsões.